# 卡爾塔梅舍韋
49°38′30″N 38°30′56″E / 49.64167°N 38.51556°E
卡爾塔梅舍韋（烏克蘭語：Картамишеве）是位於烏克蘭東部的村莊，由盧甘斯克州斯瓦托韋區的比洛库拉基内市镇負責管轄。該村始建於1947年，面積0.13平方公里，海拔高度178米，2001年人口5，人口密度每平方公里45.5人。